# Dyskografia Petra Marklund
Artykuł przedstawia całą dotychczasową dyskografię szwedzkiej wokalistki Petra Marklund (September). Artystka w sumie wydała pięć albumów studyjnych, cztery albumy kompilacyjne (zazwyczaj jako debiutanckie krążki September w różnych krajach, zawierające materiał z albumów In Orbit i Dancing Shoes) oraz jedenaście solowych singli i teledysków.
Ponadto nagrała utwór "Breathe", który znalazł się na płycie niemieckiego muzyka Schillera. Remiks piosenki, wykonany przez Dave’a Ramone’a, stał się singlem promującym wydawnictwa Niemca: płytę Desire, jak również jej reedycję Desire 2.0. September wzięła udział w trasie koncertowej Schillera, gdzie na koncercie w Kolonii wykonała utwór "Breathe". Zapis wideo z tego koncertu znalazł się na DVD Schillera Sehnsucht Live.
W wywiadzie udzielonym po koncercie w Zielonej Górze, który odbył się 5 września 2009 roku, Petra po raz pierwszy zapowiedziała, że rozpoczęła pracę nad kolejnym albumem.
Za pośrednictwem portalu społecznościowego Twitter piosenkarka ogłosiła, że premiera czwartego studyjnego albumu September nastąpi jesienią 2010 roku.

## Albumy

### Albumy studyjne
| Rok  | Tytuł                                                                          | Pozycje na listach sprzedaży | Pozycje na listach sprzedaży | Pozycje na listach sprzedaży | Pozycje na listach sprzedaży | Pozycje na listach sprzedaży | Pozycje na listach sprzedaży | Pozycje na listach sprzedaży | Sprzedaż Certyfikaty                                           |
| Rok  | Tytuł                                                                          | [ 2 ]                        | [ 3 ]                        | [ 4 ]                        | [ 5 ]                        | [ 6 ]                        | [ 7 ]                        | [ 8 ]                        | Sprzedaż Certyfikaty                                           |
| ---- | ------------------------------------------------------------------------------ | ---------------------------- | ---------------------------- | ---------------------------- | ---------------------------- | ---------------------------- | ---------------------------- | ---------------------------- | -------------------------------------------------------------- |
| 2004 | September - Format: CD, digital download - Wydany: 11 lutego 2004              | 36                           | —                            | —                            | —                            | —                            | —                            | —                            | —                                                              |
| 2005 | In Orbit - Format: CD, CD+DVD, Digital Download - Wydany: 26 października 2005 | 17                           | 10                           | 36                           | —                            | —                            | —                            | —                            | - Kraj: Polska - Sprzedaż: 10,000+ - Certyfikat: złoto         |
| 2007 | Dancing Shoes - Format: CD, Digital Download - Wydany: 26 września 2007        | 12                           | 19                           | —                            | 33                           | —                            | —                            | —                            | —                                                              |
| 2010 | Love CPR - Format: CD, Digital Download - Wydany: 14 lutego 2011               | 1(3)                         | 26                           | 26                           | —                            | —                            | —                            | —                            | - Kraj: Szwecja - Sprzedaż: 100 000+ - Certyfikat: 2 × platyna |
| 2012 | Inferno - Format: CD, Digital Download - Wydany: 17 października 2012          | 1                            | —                            | —                            | —                            | —                            | —                            | —                            | - Kraj: Szwecja - Sprzedaż: 100 000+ - Certyfikat: platyna     |

### Kompilacje
| Rok  | Tytuł                                                                        | Pozycje na listach sprzedaży | Pozycje na listach sprzedaży | Pozycje na listach sprzedaży | Pozycje na listach sprzedaży | Pozycje na listach sprzedaży | Pozycje na listach sprzedaży | Pozycje na listach sprzedaży | Sprzedaż Certyfikaty                                      |
| Rok  | Tytuł                                                                        | [ 2 ]                        | [ 3 ]                        | [ 4 ]                        | [ 5 ]                        | [ a ] [ 6 ]                  | [ 7 ]                        | [ b ] [ 8 ]                  | Sprzedaż Certyfikaty                                      |
| ---- | ---------------------------------------------------------------------------- | ---------------------------- | ---------------------------- | ---------------------------- | ---------------------------- | ---------------------------- | ---------------------------- | ---------------------------- | --------------------------------------------------------- |
| 2008 | September - Format: CD, CD+DVD, Digital Download - Wydany: 26 lutego 2008    | —                            | —                            | —                            | —                            | 22                           | —                            | 18                           | - Kraj: USA - Sprzedaż: 5,000+ - Certyfikat: brak         |
| 2008 | Dancing in Orbit - Format: CD, Digital Download - Wydany: 8 maja 2008        | —                            | —                            | —                            | —                            | —                            | —                            | —                            | —                                                         |
| 2008 | Gold - Format: CD, Digital Download - Wydany: 14 listopada 2008              | —                            | —                            | —                            | —                            | —                            | —                            | —                            | —                                                         |
| 2009 | Cry for You – The Album - Format: Digital Download - Wydany: 2 sierpnia 2009 | —                            | —                            | —                            | —                            | —                            | —                            | —                            | - Kraj: Wlk. Brytania - Sprzedaż: 300+ - Certyfikat: brak |

## Single
| 2003      | "La La La (Never Give It Up)"          | September     | 8     | —  | —    | —  | —  | 7  | 4    | —     | —    | —    | —     | —  | — | —  | —  | —     |
| 2003      | "We Can Do It"                         | September     | 10    | —  | —    | —  | —  | 70 | —    | —     | —    | —    | —     | —  | — | —  | —  | —     |
| 2004      | "September All Over"                   | September     | 8     | —  | —    | —  | —  | 14 | —    | —     | —    | —    | —     | —  | — | —  | —  | —     |
| 2005      | "Satellites"                           | In Orbit      | 4     | 18 | 8(2) | —  | —  | 5  | —    | —     | —    | 96   | —     | —  | — | —  | —  | —     |
| 2005      | "Looking for Love"                     | In Orbit      | 17    | —  | —    | —  | —  | 10 | —    | —     | —    | —    | —     | —  | — | —  | —  | —     |
| 2006      | "Flowers on the Grave"                 | In Orbit      | —     | —  | —    | —  | —  | —  | —    | —     | —    | —    | —     | —  | — | —  | —  | —     |
| 2006      | "It Doesn’t Matter"                    | In Orbit      | —     | —  | —    | —  | —  | 66 | 121  | —     | —    | —    | —     | —  | — | —  | —  | —     |
| 2006      | "Cry for You"                          | In Orbit      | 6(2)  | 13 | 1(3) | 29 | 74 | 10 | 8(2) | 10(3) | 8(3) | 5(2) | 10(2) | 1  | 6 | 33 | 14 | 31(2) |
| 2007      | "Can’t Get Over"                       | Dancing Shoes | 5     | 10 | 12   | —  | —  | 28 | 60   | 35    | 38   | 14   | 8     | 2  | — | —  | 41 | —     |
| 2007      | "Until I Die"                          | Dancing Shoes | 5     | 6  | —    | —  | —  | 29 | —    | 91    | —    | —    | —     | 30 | — | —  | —  | —     |
| 2008      | "Because I Love You"                   | Dancing Shoes | 43    | —  | —    | —  | —  | —  | —    | —     | —    | —    | —     | 73 | — | —  | —  | —     |
| 2010      | "Mikrofonkåt"                          | Love CPR      | 1(11) | —  | —    | —  | —  | —  | —    | —     | —    | —    | —     | —  | — | —  | —  | —     |
| 2010      | "Resuscitate Me"                       | Love CPR      | 45    | —  | —    | —  | —  | —  | —    | —     | —    | —    | —     | —  | — | —  | —  | —     |
| 2010      | "Baksmälla" (feat. Petter)             | Love CPR      | 3     | —  | —    | —  | —  | —  | —    | —     | —    | —    | —     | —  | — | —  | —  | —     |
| 2010      | "Kärlekens Tunga"                      | Love CPR      | 6     | —  | —    | —  | —  | —  | —    | —     | —    | —    | —     | —  | — | —  | —  | —     |
| 2011      | "Me & My Microphone"                   | Love CPR      | —     | —  | —    | —  | —  | —  | —    | —     | —    | —    | —     | —  | — | —  | —  | —     |
| Gościnnie |                                        |               |       |    |      |    |    |    |      |       |      |      |       |    |   |    |    |       |
| 2009      | Breathe (Schiller featuring September) | Desire        | —     | —  | —    | —  | —  | —  | —    | —     | —    | —    | —     | —  | — | —  | —  | —     |
|           | Nº1                                    |               | 1     | —  | 1    | —  | —  | —  | —    | —     | —    | —    | —     | 1  | — | —  | —  | —     |
|           | Top 10                                 |               | 9     | 2  | 2    | —  | —  | 3  | 1    | 1     | 1    | 1    | 2     | 2  | 1 | —  | —  | —     |

## Teledyski
| Rok  | Utwór                         | Album                        |
| ---- | ----------------------------- | ---------------------------- |
| 2003 | "La La La (Never Give It Up)" | September                    |
| 2003 | "We Can Do It"                | September                    |
| 2004 | "September All Over"          | September                    |
| 2005 | "Satellites"                  | In Orbit                     |
| 2005 | "Looking for Love"            | In Orbit                     |
| 2006 | "Flowers on the Grave"        | In Orbit                     |
| 2006 | "Cry for You"                 | In Orbit                     |
| 2007 | "Can’t Get Over"              | Dancing Shoes                |
| 2007 | "Until I Die"                 | Dancing Shoes                |
| 2008 | "Cry for You" (UK Edit)       | Cry for You – The Album Gold |
| 2009 | "Can’t Get Over" (UK Edit)    | Cry for You – The Album Gold |
| 2010 | "Resuscitate Me"              | Love CPR                     |
| 2011 | "Me & My Microphone"          | Love CPR                     |
| 2011 | "Party In My Head"            | Love CPR                     |
| 2012 | "Händerna mot himlen"         | Inferno                      |
| 2013 | "Sanningen"                   | Inferno                      |
| 2015 | "Som Du Bäddar"               | Ensam inte stark             |

### Gościnnie
| Rok  | Utwór     | Artysta  | Album  |
| ---- | --------- | -------- | ------ |
| 2009 | "Breathe" | Schiller | Desire |